# Túneles de San Pedro
Los Túneles de San Pedro situados en la Comunidad de Madrid (España), entre las localidades de Colmenar Viejo y Soto del Real, son dos túneles ferroviarios paralelos pertenecientes a la línea de alta velocidad Madrid-Segovia-Valladolid de 8930 m de longitud. La obra se completó a finales de 2007.
Forman parte de la infraestructura del Nuevo Acceso ferroviario al Norte y Noroeste de España entre Madrid – Segovia – Valladolid/Medina del Campo, concretamente en el tramo Colmenar Viejo – Soto del Real, que tiene una longitud de 9509 m.
Este tramo, que se puede considerar el primero de la línea, comienza en la bifurcación de Fuencarral y continúa hacia el norte a lo largo de 37,7 km. Su trazado discurre por el corredor de la línea Madrid-Burgos, paralelo a la autovía M-607 y, después de superar Tres Cantos y Colmenar Viejo, emboquilla en los túneles de San Pedro entre dos viaductos para girar en dirección noroeste en Soto del Real hacia el macizo de Guadarrama. 
El avance de la plataforma se topa en este tramo con cuatro obstáculos que ha tenido que salvar: 
- Los dos primeros, entre Fuencarral y Cantoblanco, se refieren al ensanche de la plataforma bajo la autovía de Colmenar, en el nudo de la M-40, para permitir el paso de cuatro vías en lugar de las dos existentes y a la necesidad de construir un salto de carnero de la vía de ancho UIC sobre las vías de ancho ibérico hacia Cantoblanco.
- Entre Cantoblanco y Trescantos se tuvo que cambiar la configuración de la estación de El Goloso para convertirla en un apeadero.
- Por último, en el subtramo de Tres Cantos- Colmenar Viejo hay un paso bajo la M-607 y bajo la línea Madrid – Burgos.

Enfilando hacia la sierra, la traza de la plataforma continúa al otro lado de la autovía en línea recta y salva sendas vaguadas mediante dos viaductos, el segundo de los cuales, El Salobral, tiene 748  m. A su salida, la traza atraviesa mediante dos tubos paralelos, el cerro de San Pedro, cada uno para vía única y de 8,5 km de longitud.
Por sus dimensiones, estos túneles son los terceros de España, solo superados por los de Guadarrama y Pajares, y por delante de los de Perthus y Abdalajís.
A unos 80 m de la boca norte de los túneles de San Pedro se levanta el principal viaducto de la línea: el viaducto Arroyo del Valle, una obra singular de 1755 m con luces de vano de 66 m y altura máxima de 77,8 m.

## Método de construcción

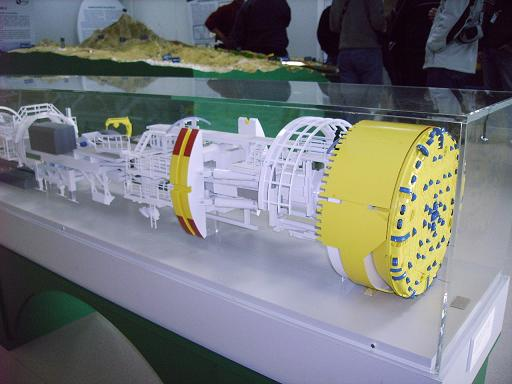
Modelo a escala de la tuneladora empleada para el túnel de San Pedro.

Las tuneladoras empleadas en la ejecución de los túneles de San Pedro son dos topos idénticos de la marca Herrenknecht, utilizados anteriormente en la excavación del túnel de base de Lötschberg y readaptados para la ejecución de estos túneles.
Las características de esta tuneladoras son las siguientes:
- Diámetro excavación: 9,45 m ampliable a 9,55 m.
- Herramientas de corte: 53 cortadores simples de 432 mm, 4 cortadores dobles centrales 6 copy cutters de 460 mm (4 fijos y 2 hidráulicos).
- Accionamiento eléctrico de frecuencia variable.
- Número de motores: 10
- Velocidad de giro: 0 – 6 rpm.
- Potencia : 10 x 350 kW = 3500 kW
- Par nominal : 8825 kN.m (3,73 rpm) y 5570 kN.m (6 rpm).
- Extracción de escombros mediante 12 cangilones con rastreles de protección y vertido a cinta.
- Número de cilindros de avance: 4
- Número de zapatas de agarre : 2
- Fuerza de anclaje máxima: 70 370 kN.

La fuerza de empuje se transmite a la cabeza de corte mediante cuatro cilindros (cilindros de empuje). La reacción producida se transmite al hastial del túnel mediante las zapatas de agarre (fuerza de anclaje). Las zapatas de agarre también compensan el par producido por la cabeza de corte, que se transmite a éstos a través de la viga principal.
Cuando se ha terminado un ciclo de avance, se necesita reposicionar las zapatas de agarre (grippers), para la cual se apoya la viga principal en el apoyo trasero. Una vez anclados las zapatas de agarre en su nuevo emplazamiento, se libera el apoyo trasero y se inicia un nuevo ciclo de avance.
La excavación del túnel de San Pedro se inició en marzo de 2005, con varios meses de retraso, trabajando con dos tuneladoras desde la Boca Sur, ya que la DIA no permitía la excavación desde la Boca Norte.
En los primeros meses de funcionamiento de las tuneladoras los avances que se consiguieron fueron inferiores a los 100 m/mes, lo cual hacía que la fecha de finalización de las obras se retrasara paulatinamente, pues el retraso inicial no sólo no disminuía sino que aumentaba cada mes.
En mayo de 2005 se obtuvo una autorización especial para no cumplir la DIA y se inició la excavación con explosivos desde la boca norte.
En el mes de julio de 2005, cuando apenas se llevababan excavados unos 470 m, la tuneladora del Tubo Oeste se quedó atrapada en una falla que estaba prevista en el Proyecto. Tras varias semanas intentando mover la tuneladora, se desistió de ello y se decidió hacer un acceso para poder desbloquearla desde el exterior y continuar la excavación con explosivos.
La tuneladora del Tubo Oeste avanzó con muchas dificultades hasta el mes de diciembre de 2005, debido a que no estaba adecuadamente preparada para colocar el sostenimiento que exigía la mala calidad del terreno.
A principios de 2006 la calidad del terreno mejoró apreciablemente y la tuneladora del Tubo Este empezó a avanzar con medias superiores a los 100 m/mes, consiguiendo en marzo y abril avances respectivos de 428 m y 426 m.
La excavación del Tubo Oeste con los dos frentes de explosivos no conseguía llegar a los 300 m/mes, lo cual retrasaba paulatinamente la fecha de finalización del túnel.
Para conseguir acabar el túnel en el año 2007 se decidió, en marzo de 2006, montar un ataque intermedio con objeto de poder disponer de cuatro nuevos frente con explosivos, uno de los cuales, el del Tubo Este, que avanzaría hacia el sur,
debería calar con la tuneladora.
En noviembre de 2006 se produjo el cale entre la tuneladora y el frente con explosivos; con lo cual el tubo Este estaba totalmente excavado entre la boca Sur y el Acceso Intermedio.

## Mantenimiento y sostenimiento
En los túneles de San Pedro, tanto con las tuneladoras como con métodos convencionales, se ejecutan sostenimientos mediante la colocación de cerchas, bulones, malla electrosoldada, chapa Bernold y hormigón proyectado. La elección del sostenimiento a ejecutar se realiza de acuerdo con diversas acciones tipo que se han definido en función del RMR de la roca (clasificación según Bienawski) que se esté atravesando en ese momento, y del recubrimiento medido desde la cota de carril en ese punto. 
Una vez colocado el sostenimiento se coloca la dovela de base, y tras la excavación se ejecuta un revestimiento in-situ de los túneles con hormigón HM-40 y que tendrá un mínimo de 25 cm en todo el recorrido del túnel.
El revestimiento se realiza con un carro encofrador móvil. Primero se ejecutan unas banquetas laterales y sobre éstas se hormigonan los hastiales y la clave del túnel. La cara interior del revestimiento será la cara vista de la sección final del túnel. Una vez terminado se procederá al montado de los equipos auxiliares.

## Datos genéricos
- PRESUPUESTO DE EJECUCIÓN POR CONTRATA DE LAS OBRAS
  - TÚNEL OESTE: 143.644.954,37 €
  - TÚNEL ESTE: 126.644.285,91 €
- CONTRATISTA
  - TÚNEL OESTE: OHL
  - TÚNEL ESTE: UTE SANDO-TAPUSA-COPASA-ALDESA
- CONTROL Y VIGILANCIA
  - UTE PROSER-GEOCONTROL
- FECHA DE COMIENZO DE LAS OBRAS ................11/09/2003

	Esta obra salió a subasta y fue concedida a una UTE (Unión Temporal de Empresas) SANDO-TAPUSA-COPASA-Aldesa y el túnel oeste a OHL , como se ve hay una diferencia de precio de casi el 20% entre un y otra.
	El plazo de finalización tampoco es el que se había previsto que ha tenido un retraso de más de medio año.
	Y el control y la vigilancia fue concedida a otra UTE GEOCONTROL-PROSER.